# Station Athenry
Station Athenry is een treinstation in Athenry in het Ierse graagschap Galway. Het ligt aan de lijn van Galway naar Dublin. In het verleden was het een bescheiden knooppunt omdat de lijn naar Dublin hier kruiste met de spoorlijn van Sligo naar Limerick. In het kader van het Western Railway Corridor-project is deze lijn voor een deel weer opengesteld, waardoor Athenry nu weer een verbinding heeft met  Ennis en Limerick.

## Verbindingen
In de dienstregeling van Iarnród Éireann voor 2015 heeft Athenry verbindingen met Galway, met Ennis en Limerick en met Dublin. Naar Galway vertrekt vrijwel ieder uur een trein, naast de lijnen van Limerick en Dublin rijdt er zowel 's ochtends als 's middags een extra stoptrein tussen Athenry en Galway. De negen dagelijkse treinen tussen Dublin en Galway stoppen allemaal in Athenry. Naar Limerick en Ennis gaan vijf treinen per dag. 